# Scenopinus stuckenbergi
Scenopinus stuckenbergi är en tvåvingeart som beskrevs av Kelsey 1971. Scenopinus stuckenbergi ingår i släktet Scenopinus och familjen fönsterflugor. Inga underarter finns listade i Catalogue of Life.